# 팜볼

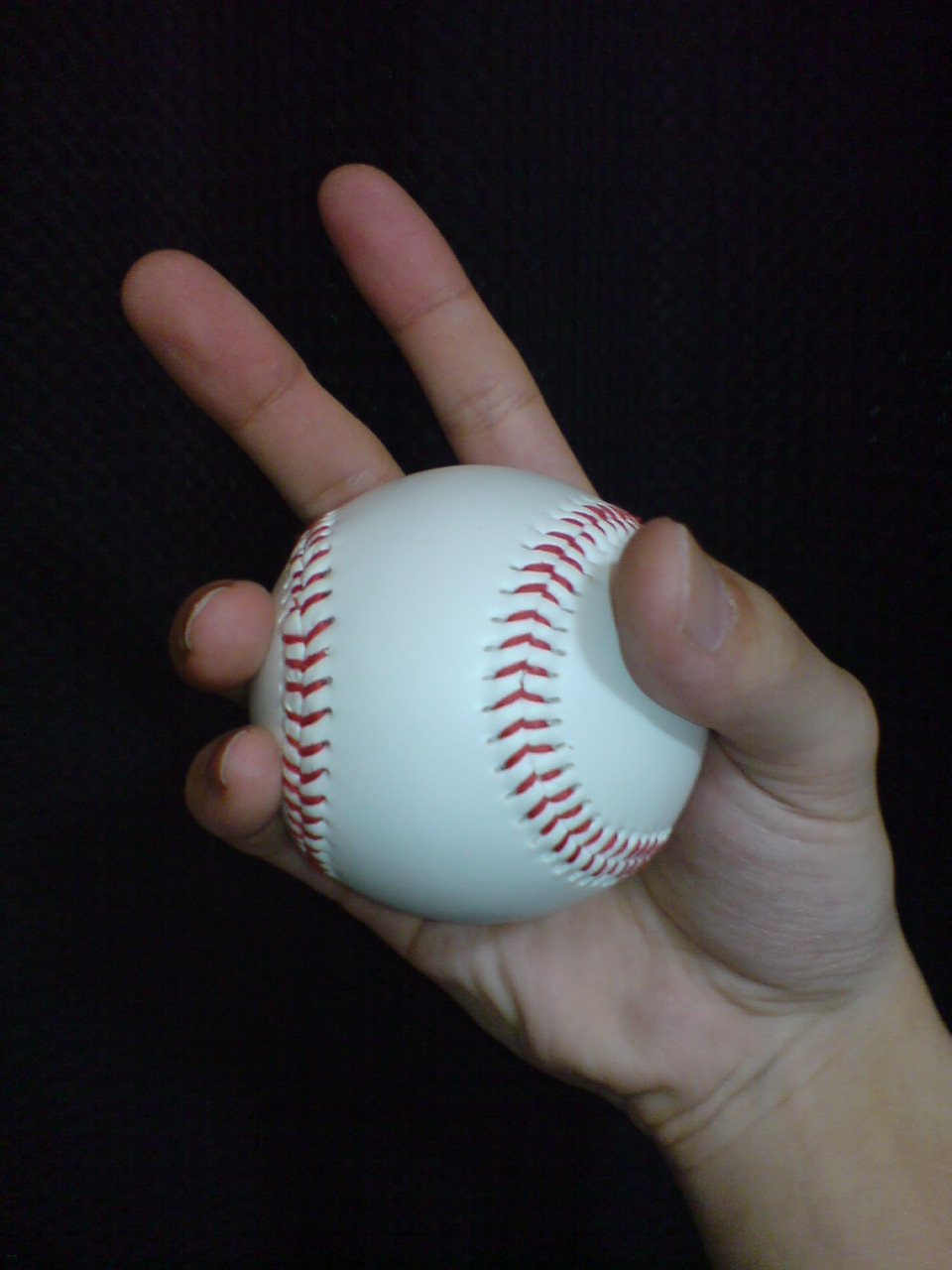
팜볼의 공 잡는 법

팜볼(Palmball)은 야구에서 투구의 구종 중 하나이다. 손바닥에 끼우고, 손가락은 쓰지 않은 채 밀어내 듯이 던지는 공으로, 회전이 전혀 없고 타자 앞에서 제멋대로 변화를 일으킨다. 일명 체인지업 계열의 너클볼이라고도 한다.
공이 높이 떴다가 떨어진다. 변화가 빨리 일어나서 타자들이 상대적으로 구분하기 쉽지만, 빠르게 떨어지기 때문에 주로 범타를 유도할 때 많이 사용한다.
트래버 호프먼 선수는 팜볼을 체인지업 대용으로 사용했다고 한다.

## 주요 선수
- 박철순
- 권영호
- 윤석민
- 호아시 가즈유키
- 아사오 다쿠야
- 제이미 브라운
- 트래버 호프먼